# اورگازمو
اورگازمو (انگلیسی: Orgazmo) فیلمی در ژانر نقیضه و ابرقهرمانی به کارگردانی تری پارکر است که در سال ۱۹۹۷ منتشر شد.

## بازیگران
- تری پارکر
- مت استون
- ران جرمی
- چیسی لین
- جینا فاین
- جیل کلی
- جولی اشتون
- لوید کافمن
- مکس هاردکور
- ملیسا هیل
- ملیسا مونی
- سرنتی
- شیلا لاوو